# Pogonoscorpius
Pogonoscorpius is een monotypisch geslacht van straalvinnige vissen uit de familie van schorpioenvissen (Scorpaenidae). Het geslacht, met de soort Pogonoscorpius sechellensis, is voor het eerst wetenschappelijk beschreven in 1908 door Charles Tate Regan.

## Soort
- Pogonoscorpius sechellensis Regan, 1908